# Le Garçon qui criait au loup (téléfilm)
Pour les articles homonymes, voir The Boy Who Cried Werewolf et Le Garçon qui criait au loup (homonymie).
Pour plus de détails, voir Fiche technique et Distribution.
Le Garçon qui criait au loup (The Boy Who Cried Werewolf) est un téléfilm canado-américain réalisé par Eric Bross, diffusé le 23 octobre 2010 sur la chaîne Nickelodeon. Produit par Scott McAboy, il a été tourné à Vancouver au Canada d’avril 2009 à mai 2009.

## Synopsis
Jordan Sands ( Victoria Justice ) est une jeune fille de 17 ans maladroite, timide et ringarde avec un cas d'allergies sévère, qui est devenue la femme de la maison après le décès récent de sa mère. Son père David ( Matt Winston ) a du mal à joindre les deux bouts tandis que son frère Hunter ( Chase Ellison ), âgé de 14 ans, rend la famille folle avec des farces sanglantes, Ils hérite du château de leur grand-oncle Dragomir Vukovic, à Wolfsberg, en Roumanie, dont ils ignoraient l'existence. Une fois arrivés au château, ils font la connaissance de l'étrange gouvernante du château, Madame Olga Varcolac ( Brooke Shields ).  
Varcolac décourage David de vendre la propriété, mais il décide de le faire pour qu'ils puissent mettre fin à leurs difficultés financières. Il sort avec la pétillante agent immobilier Paulina von Eckberg, qui s'occupe de la vente. Le lendemain soir Jordan et Hunter cherchant le modem wifi tombe sur le laboratoire de Dragomir mais sont surpris par l'arrivée de Varcolac, en  voulons se cacher Jordan marche accidentellement sur une fiole de sang. Bien que Hunter retire le verre de son pied, son comportement change, Elle devient gracieuse, athlétique, sûre d'elle ses sens s'intensifie et ses allergies disparait. Les amis de Hunter expliquent que Jordan est devenue un loup-garou et qu'elle en est la cause d'une malédiction de la lignée, d'une morsure de loup-garou ou d'être infectée par le sang d'un loup-garou. Hunter se rend compte que c'était la fiole de sang, qui se révèle être LB-217, abréviation de "Lycanthrope Blood". 
Jordan se transforme en loup-garou, dont Hunter est témoin. Elle se retient d'attaquer Hunter et s'enfuit. Les amis de Hunter révèlent qu'il n'y a pas de remède à leur connaissance autre que de tuer un loup-garou avec de l'argent. Hunter refuse de faire cela. Ses amis préviens que si Jordan n'est pas guérie avant le prochain lever du soleil, elle restera un loup-garou maudit jusqu'à la fin de sa vie.
Hunter se tourne vers Varcolac, qui révèle que Dragomir était aussi un loup-garou et était en fait la célèbre "Wolfsberg Beast"(La Bête de Wolfsberg) , protectrice du château et de la ville. Les vampires ont tenté de prendre le contrôle du château et de prendre le pouvoir mais Dragomir les a arrêtés avant qu'il ne soit tué. Avant sa mort, il avait travaillé sur un remède contre la lycanthropie. Alors que Varcolac rassemble rapidement les ingrédients du remède, Paulina capture Jordan, se révélant être un vampire et qui a tué Dragomir. Elle veut reprendre le manoir mais doit d'abord tuer Jordan, car elle est incapable de prendre le château tant que les descendants loups-garous de Dragomir sont en vie. Jordan sous sa forme de loup-garou est retenu prisonnière par paulina, tandis que Hunter expliquer toute l'histoire à son père, mais Davis ne crois pas à toute cette histoire, Hunter conduit David à la cachette sous la maison de poulina. Cependant, ils sont également capturés par les hommes de main de Paulina, qui sont également des Vampire.
Avant que Paulina ne puisse tirer sur Jordan, Hunter se transforme soudainement en loup-garou lui-même, il fait partie de la lignée, ce qui en fait un véritable descendant, contrairement à Jordan. Jordan et Hunter combattent les vampires jusqu'à ce que le soleil se lève et que les vampires soient tués au soleil. De retour au manoir, le sang de Hunter est utilisé dans l'antidote, et il réussit à apaiser le loup-garou de Jordan, le rendant à moitié humain et à moitié loup-garou. La famille Sands reçoit officiellement l'argent qu'elle a hérité de Dragomir, ce qui s'avère être suffisant pour qu'ils gardent à la fois le château et leur maison d'origine. Hunter devient la bête de Wolfsberg, son véritable destin, et prend la place de Dragomir.
La famille retourne en Californie, où Jordan fait preuve d'une nouvelle confiance à l'école. Il s'avère que Paulina a survécu et a déménagé dans leur quartier pour continuer ses tentatives de prendre le château.
Le film se termine alors que les Acteurs chante " ... Baby One More Time " au karaoké.

## Fiche technique
- Réalisation : Eric Bross
- Scénario : Art Edler Brown
- Musique : John Van Tongeren
- Montage : Sue Blainey
- Production : Scott McAboy
- Dates de diffusion : 
  -  États-Unis : 23 octobre 2010
  -  France : 23 octobre 2011 sur Nickelodeon
  -  Québec : 6 avril 2012 sur VRAK TV[1]

## Distribution
- Victoria Justice (VF : Marie Zidi) : Jordan Sands
- Brooke Shields (VF : Rafaèle Moutier) : Mme Olga Varcolac
- Chase Ellison : Hunter Sands
- Matt Winston (VF : Jérôme Pauwels) : David Sands
- Brooke D'Orsay (VF : Chloé Berthier) : Paulina Von Eckberg
- Steven Grayhm (VF : Brice Ournac) : Goran
- Erica Carroll : Francine Sands (la maman de Jordan et  Hunter)
- Andrea Brooks : Ashley Edwards
- Christie Laing (VF : Adeline Chetail) : Tiffany Whit
- Anna Galvin : Jacqueline Carlsberg (la voisine de David)
- Alex Diakun (VF : Serge Bourrier) : Igor Van Helman Stanisklavsky (le notaire)
- Kerry James (VF : Tony Marot) : Cort
- Marci T. House : Coach Harbaugh
- Heather Doerksen : l'assistante du coach
- Valerie Tian et Jillian Marie Hubert : Debbie et KC, les copines de Hunter
- Cainan Wiebe (VF : Arthur Raynal) et Meshach Peters : Rob Wright et Richard Montgomery, les copains de Hunter
- Ben Cotton : le chauffeur de taxi

 Source et légende : version française (VF) sur RS Doublage et carton de doublage français.